# Marc Digruber
Marc Digruber est un skieur alpin autrichien, né le 29 avril 1988.

## Biographie
Il débute en Coupe du monde en novembre 2010. Il marque ses premiers points dans un super combiné disputé à Bansko en février 2011 (20e).
Il rentre plus souvent dans les points lors de la saison 2015-2016, où il obtient son premier top 10 au slalom de Santa Caterina di Valfurva (9e) La saison précédente, il n'avait pas marqué de points. Son meilleur résultat est une quatrième place au slalom de Val d'Isère en décembre 2016.
Il est champion d'Autriche du super combiné en 2011 et du slalom en 2019.

## Palmarès

### Coupe du monde
- Meilleur classement général : 55e en 2016.
- Meilleur résultat : 4e.

#### Différents classements en Coupe du monde
| Année/Classement | Année/Classement | Général | Général | Descente | Descente | Slalom | Slalom | Slalom géant | Slalom géant | Super G | Super G | Combiné | Combiné |
| ---------------- | ---------------- | ------- | ------- | -------- | -------- | ------ | ------ | ------------ | ------------ | ------- | ------- | ------- | ------- |
| Année/Classement | Année/Classement | Class.  | Points  | Class.   | Points   | Class. | Points | Class.       | Points       | Class.  | Points  | Class.  | Points  |
| 2011             | 2011             | 124e    | 19      | -        | -        | 54e    | 8      | -            | -            | -       | -       | 38e     | 11      |
| 2012             | 2012             | 123e    | 10      | -        | -        | 47e    | 8      | -            | -            | -       | -       | 45e     | 2       |
| 2014             | 2014             | 117e    | 14      | -        | -        | 42e    | 14     | -            | -            | -       | -       | -       | -       |
| 2016             | 2016             | 55e     | 179     | -        | -        | 16e    | 179    | -            | -            | -       | -       | -       | -       |
| 2017             | 2017             | 69e     | 99      | -        | -        | 25e    | 99     | -            | -            | -       | -       | -       | -       |
| 2018             | 2018             | 66e     | 92      | -        | -        | 27e    | 92     | -            | -            | -       | -       | -       | -       |
| 2019             | 2019             | 73e     | 81      | -        | -        | 26e    | 81     | -            | -            | -       | -       | -       | -       |

### Coupe d'Europe
- 3 victoires en slalom.

Palmarès en mars 2019

### Championnats d'Autriche
- Champion du super combiné en 2011.
- Champion du slalom en 2019.